# Cruz del Eje
Cruz del Eje è una città dell'Argentina, situata nella provincia di Córdoba.

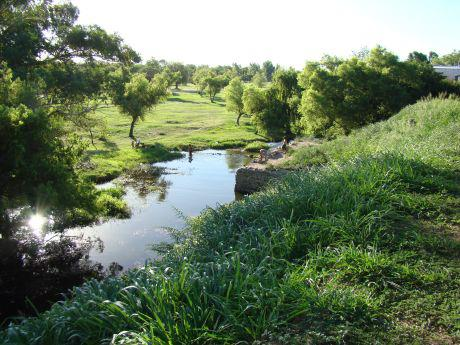
Río Cruz del Eje / Fiume Cruz del Eje.

## Toponomastica
Questa piccola città è chiamata Cruz del Eje (cioè: Croce dell'Asse), perché secondo una tradizione di più di due secoli fa c'è spaccato il fulcro o asse d'un carrello essendo la stessa spaccatura a forma di croce.
Lo scrittore e saggista Marcos Aguinis è nato qui nel 1935.